# Lidiane Lopes
Lidiane Lopes, född 1 september 1994, är en friidrottare från Kap Verde. Hon deltog vid olympiska sommarspelen 2012 och olympiska sommarspelen 2016.